# Karkonosz (grzbiet)
Karkonosz (czes. Krkonoš, 1300–1411 m n.p.m.) – grzbiet górski w Sudetach Zachodnich w paśmie Karkonoszy, po ich czeskiej stronie.

## Położenie
Grzbiet położony jest na północny zachód od miejscowości Szpindlerowy Młyn (Špindlerův Mlýn) na obszarze czeskiego Karkonoskiego Parku Narodowego, w środkowej części Karkonoszy. Rozciąga się od północnego wschodu nad Doliną Łaby (Labský důl) i obszarem źródliskowym Łaby (Sedmídolí). Grzbiet ciągnie się od Łabskiej Łąki (Labská louka) na północnym zachodzie do Doliny Łaby na wschodzie.

## Opis
Jest to krótki grzbiet górski o stromych zboczach w zachodniej części Czeskiego Grzbietu. Grzbiet jest typowo wysokogórski, wznoszą się z niego szczyty przekraczające piętro kosodrzewiny. Jest ograniczony od północnego wschodu Doliną Łaby i Sedmídolí, a Kotelski Potok (Kotelský potok) ogranicza grzbiet od południowego zachodu. Grzbiet i zbocza powyżej wysokości 1250 m n.p.m. porośnięte są kosodrzewiną, niższe partie zboczy pokrywają świerkowe lasy górnego regla. W celu ochrony górskiej roślinności szczytową część grzbietu obejmuje rezerwat przyrody. W grzbiecie wyróżnia się szczyt Medwiedin (Medvédín).
W przeszłości z masywu grzbietu wydobywano rudy metali kruszce.

## Turystyka
Szczytową partią grzbietu prowadzi szlak turystyczny:
  – czerwony z Łabskiej Łąki do Szpindlerowego Młyna, prowadzący południowo-zachodnią stroną grzbietu.
W pobliżu szczytu Zlaté Návrší (1411 m) dochodzi do grzbietu górska szosa, którą jeździ autobus. Około 500 m od tego miejsca położony jest górski hotel Vrbatova Bouda. W partii szczytowej znajduje się kilka punktów widokowych z panoramą na zachodnią część Karkonoszy i Sedmidola.